# Rillenstein von Hollenbeck
Der Rillenstein von Hollenbeck ist ein vorgeschichtlicher Rillenstein und Menhir in Hollenbeck, einem Ortsteil von Harsefeld im Landkreis Stade, Niedersachsen.

## Lage
Der Stein wurde wahrscheinlich 1874 beim Bau des Forsthauses Hollenbeck gefunden und in dessen Vorgarten aufgestellt. 1905 wurde er zu einem Gedenkstein umfunktioniert und nach Neukloster umgesetzt. In den 1950er Jahren wurde er nach Stade verbracht, wo er ab 1979 im Schwedenspeicher-Museum ausgestellt wurde. Seit 2015 befindet er sich wieder in Hollenbeck, wo er auf dem Dorfplatz in ein Kunstobjekt eingebunden ist.

## Beschreibung
Der Menhir ist länglich und hat einen dreieckigen Querschnitt. Er besteht aus feinkörnigem grauen Granit und hat eine Gesamthöhe von 1,1 m, davon liegen 0,72 m frei. Seine Breite beträgt 0,62 m und seine Dicke 0,45 m. Er besitzt eine umlaufende Rille mit einer Breite von 4 cm und einer Tiefe von 6 cm.
1905 wurde eine Inschrift zum Gedenken an einen Förster angebracht. Diese ist nur noch teilweise sichtbar, da der Stein später kopfüber in einen Sockel eingelassen wurde.